# Spiloptila clamans
Spiloptila clamans е вид птица от семейство Cisticolidae, единствен представител на род Spiloptila.

## Разпространение
Видът е разпространен в Буркина Фасо, Еритрея, Етиопия, Камерун, Мали, Мавритания, Нигер, Нигерия, Сенегал, Судан и Чад.